# Chicken tax

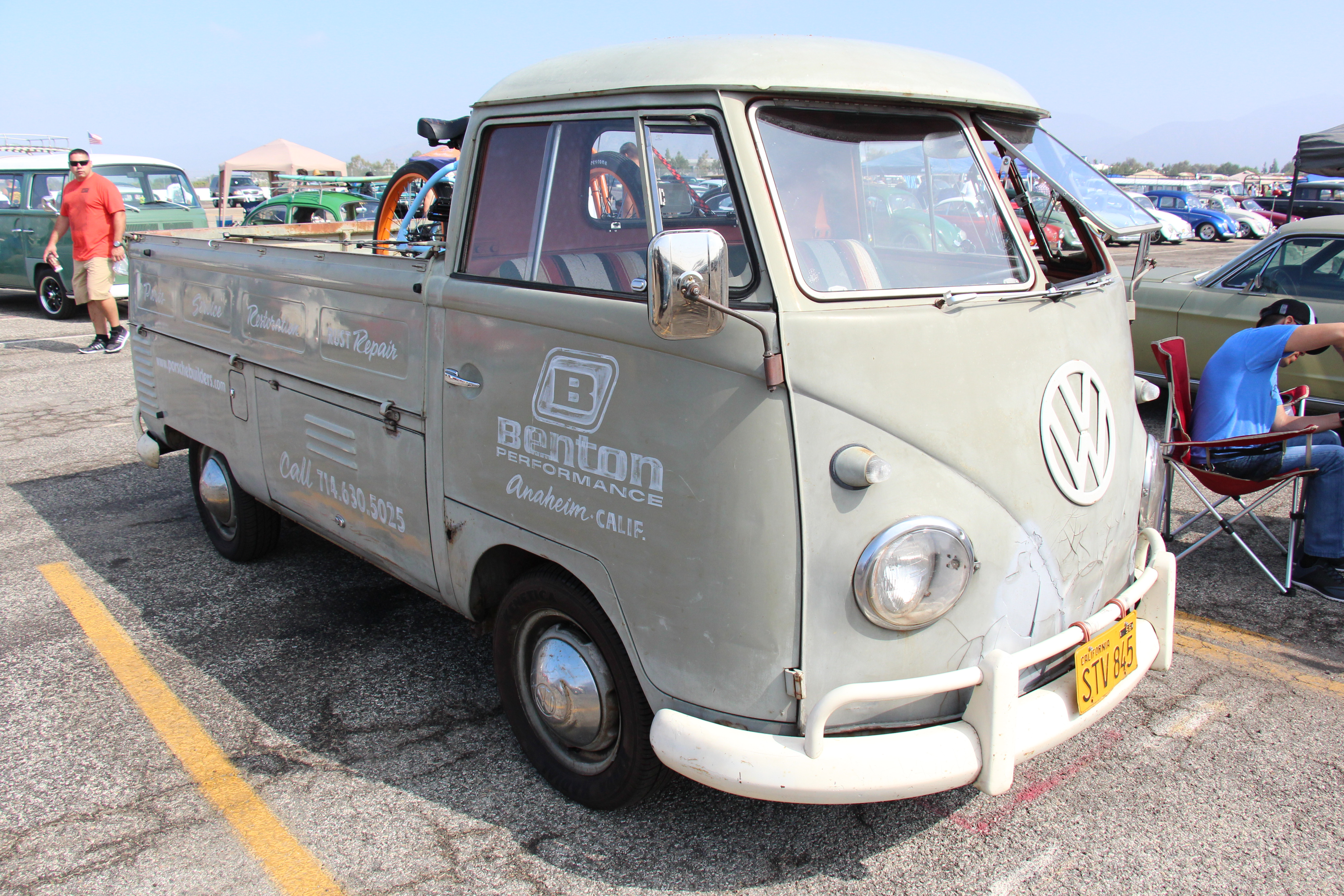
VW Typ 2 pick-up – objęty cłem w momencie jego wprowadzenia w 1964 roku

Chicken tax (z ang. „podatek kurczęcy”) – cło importowe na sprowadzane do Stanów Zjednoczonych samochody dostawcze w wysokości 25% wartości pojazdu, wprowadzone w 1964 roku. Obowiązujący do dziś podatek wywarł duży wpływ na kształt amerykańskiego rynku motoryzacyjnego.

## Tło

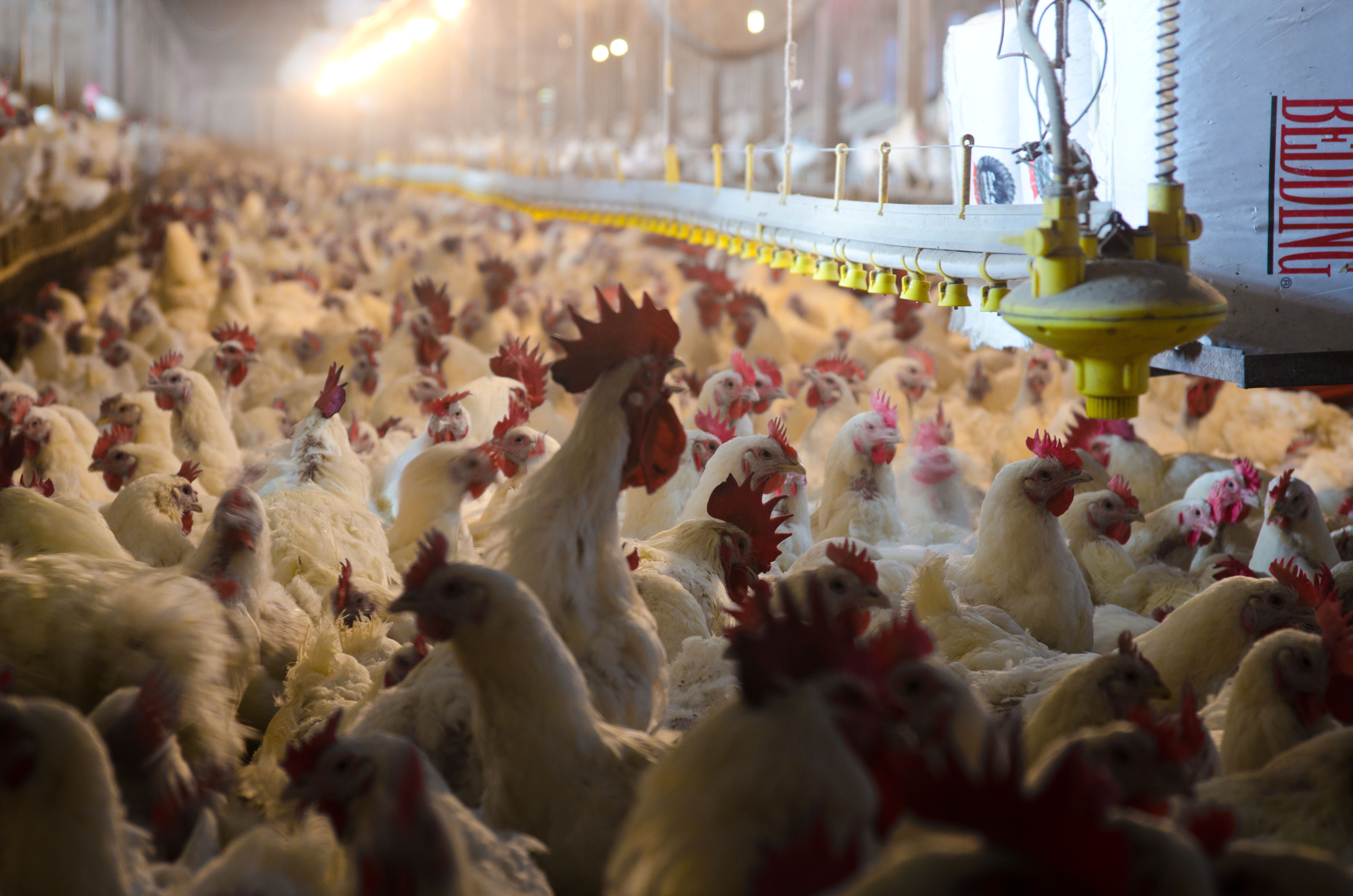
Ferma kurczaków

Opłata jest reliktem wojny celnej z Europejską Wspólnotą Gospodarczą, u podstaw której legł zalew rynku europejskiego tanim, amerykańskim mięsem drobiowym. W Europie, wciąż odbudowującej się ze zniszczeń po II wojnie światowej, drób pozostawał mięsem drogim, podczas gdy w Ameryce rozwój hodowli przemysłowej doprowadził do drastycznego spadku kosztów jego produkcji i nadwyżek produkcyjnych. Napływ importowanego drobiu doprowadził do spadku cen, z którymi lokalni producenci nie byli w stanie konkurować. W rezultacie rządy państw europejskich, w tym RFN i Francji wprowadziły cła na importowany drób w wysokości nawet 50% wartości towaru. W odwecie prezydent Lyndon B. Johnson zadecydował o wprowadzeniu 25% cła, które weszło w życie w 1964 roku i objęło importowaną skrobię ziemniaczaną, dekstryny, brandy oraz samochody dostawcze. O włączenie tych ostatnich lobbował amerykański przemysł motoryzacyjny i związki zawodowe, zaniepokojone sukcesami odnoszonymi na amerykańskim rynku przez samochody europejskich producentów (w szczególności VW Typ 1 Garbus i Typ 2 Transporter). Z czasem z listy wyrobów objętych cłem wykreślano kolejne produkty, pozostawiając jedynie pojazdy dostawcze.

## Efekty

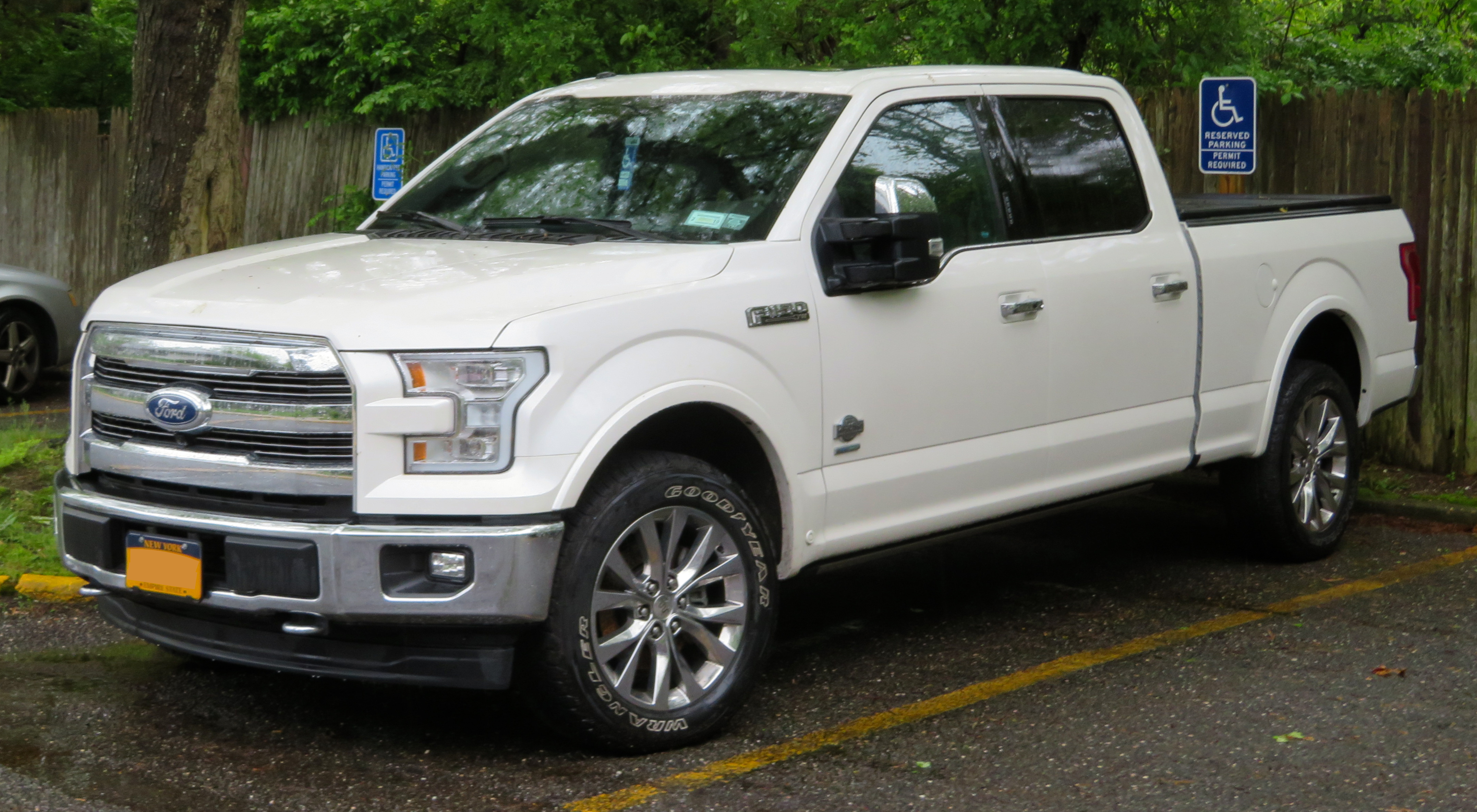
Ford F-Series od lat 80. XX wieku nieprzerwanie pozostaje najlepiej sprzedającym się samochodem na rynku amerykańskim (na zdjęciu model F-150 z 2017 roku)

Chicken tax spowodował wieloletnią izolację amerykańskiego rynku samochodów dostawczych – pick-upów i vanów – od pojazdów zagranicznych. Ich import spoza Stanów Zjednoczonych stał się nieopłacalny bez znacznego podniesienia ich cen, co z kolei czyniłoby je niekonkurencyjnymi wobec nieobjętych opłatą samochodów rodzimej konstrukcji. Zgodnie z postanowieniami Układu Ogólnego w sprawie Taryf Celnych i Handlu (GATT), a później Światowej Organizacji Handlu (WTO), cło w równym stopniu obejmuje wszystkie kraje, z wyłączeniem jedynie Kanady i Meksyku, jako współczłonków strefy wolnego handlu NAFTA.
Brak zewnętrznej konkurencji na rynku pick-upów i vanów pozwolił „wielkiej trójce” amerykańskiego przemysłu motoryzacyjnego (Chrysler, Ford, General Motors) na utrzymanie wyższych cen tych samochodów niż w przypadku modeli osobowych, czyniąc ich produkcję znacznie bardziej opłacalną. W rezultacie duża część rodzimej produkcji przestawiona została na segment samochodów dostawczych, którego udział w ogólnej liczbie sprzedawanych w USA samochodów stopniowo rósł od około 15% w latach 60. do 66,6% w 2018 roku. W 2001 roku w kraju sprzedano niemal 3 mln pick-upów, z czego niecałe 7000 (0,23%) pochodziło z importu.

## Próby obchodzenia cła

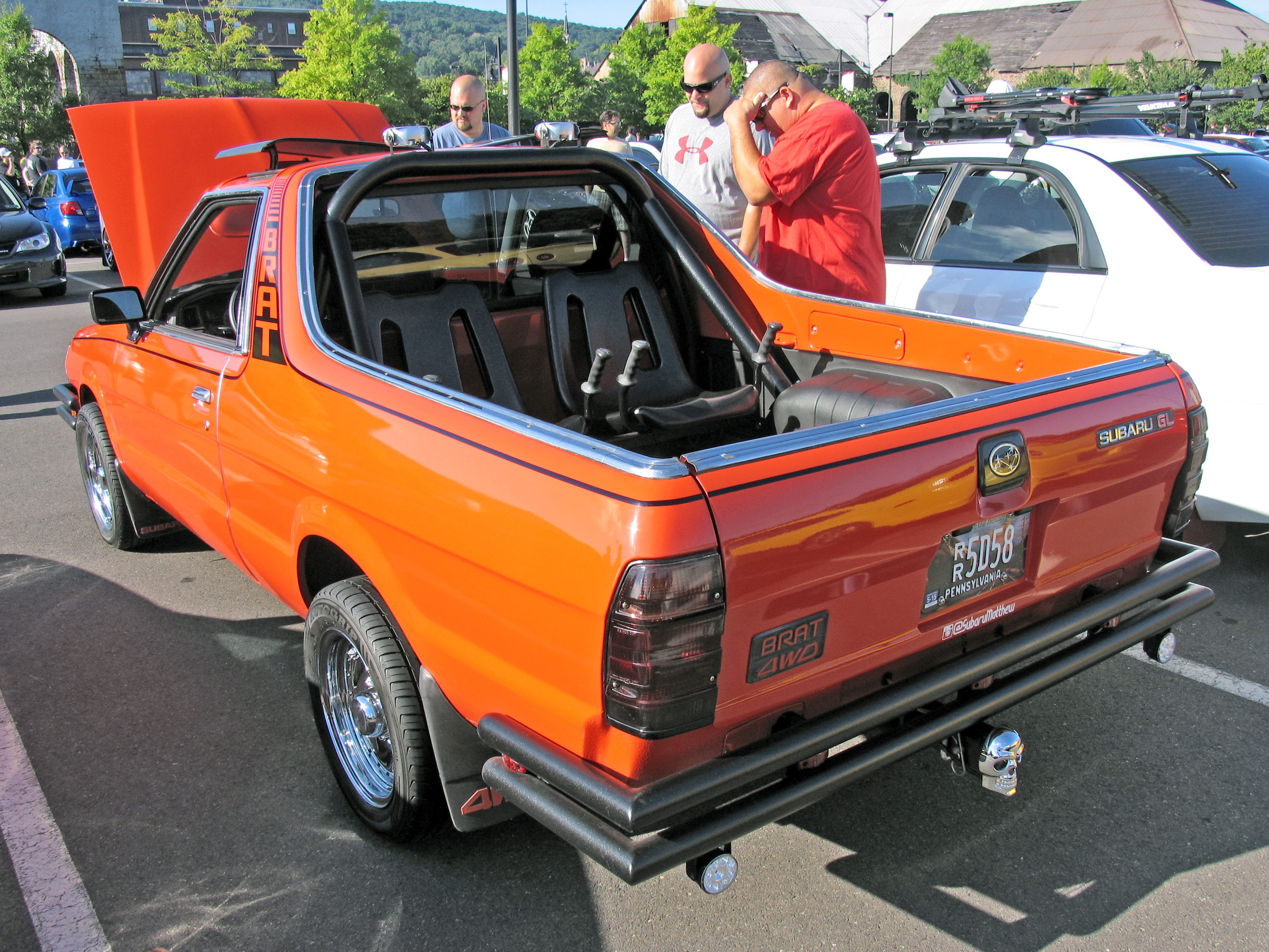
Subaru BRAT klasyfikowany jako samochód osobowy dzięki zamocowanym z tyłu siedzeniom

Na przestrzeni lat niektórzy producenci podejmowali próby obchodzenia taryfy. W latach 80. XX wieku pick-upy Subaru BRAT sprzedawane w Stanach Zjednoczonych miały zamontowane w skrzyni bagażowej dwa plastikowe siedzenia, dzięki czemu samochody kwalifikowały się jako osobowe, na które wysokość cła wynosiła jedynie 2,5%. W podobny sposób vany Ford Transit Connect, produkowane od 2002 roku w Turcji, a później Hiszpanii, wwożone były do kraju w wersji osobowej, by po demontażu tylnych siedzeń i szyb trafić do sprzedaży jako samochody dostawcze. Ford miał w ten sposób zaoszczędzić 250 mln dolarów. Niektórzy producenci, jak Toyota i Mercedes-Benz, sprowadzali do USA osobno podwozia i nadwozia pojazdów, które składano następnie w lokalnych fabrykach.